# Alfred Krupp
Alfred Krupp (ur. 26 kwietnia 1812 w Essen, zm. 14 lipca 1887) – niemiecki przemysłowiec, syn Friedricha Kruppa – założyciela koncernu Friedrich Krupp AG.
Z powodu nagłej śmierci ojca w 1826 zmuszony był w wieku 14 lat opuścić szkołę i przejąć zarządzanie rodzinnym przedsiębiorstwem. W 1841 kierowana przez niego firma wyprodukowała pierwsze działo ze stali odlewanej.